# Simone Erni

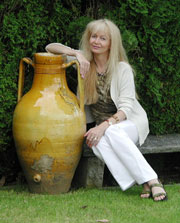
Simone Erni, Schweizer Künstlerin und Tochter von Hans Erni

Simone Erni (* 1946 in Luzern) ist eine Schweizer Malerin, Designerin und Gebrauchsgrafikerin. Sie entwarf u. a. Weinetiketten, Telefonkarten, Poster u. dergl. und sie gestaltete Kunstbücher. Ein Thema ihrer künstlerischen Arbeiten sind Landschaften und Städte.

## Leben und Werk
Simone Erni wurde 1946 in Luzern als Tochter des Schweizer Malers und Bildhauers Hans Erni und Gertrud Erni-Bohnerts geboren. Sie studierte am Lehrerseminar Luzern und anschließend an der „École des Beaux Arts“ in Genf. Anfang der 80er Jahre verlegten Simone Erni, ihr Ehemann Raphael Fornara und Sohn Franco ihren Wohnsitz in die USA und lebten in Palm Springs (Kalifornien). Seit ihrer Rückkehr in die Schweiz lebt sie in Lugano. Ihre Bilder und Lithografien wurden in vielen Galerien in der Schweiz und im Ausland ausgestellt.$
2016 kam es zum Erbstreit zwischen Simone Erni und der Witwe von Hans Erni.

### Kunstprojekte
Es folgten verschiedene Projekte, unter anderem eine Lithographieserie mit Tieren aus der Manege des Schweizer Nationalzirkus Knie, ein Triptychon für den Altenberger Domverein in Deutschland mit dem Thema „Das Leben des heiligen Bernhard von Clairvaux“, 1988 eröffnete das Ehepaar Fornara-Erni in Luzern eine Galerie.
Ende 1994 wandte sich Erni dem Modellieren von Reliefs zu. An der Kunstgewerbeschule in Genf studierte sie ein Jahr lang Bildhauerei und schuf zur Fasnacht in Luzern 1995 zwei Reliefs, die auf ihrer ersten Medaille abgebildet sind.
2004 wurden erstmals in Luzern einige der Portraits grosser Schweizer Persönlichkeiten des 20. Jahrhunderts gezeigt. 2005 entstanden Zeichnungen und Gemälde rund um die Luzerner Fasnachtszene. Viele der Werke sind Aufträge von Luzerner Persönlichkeiten der diversen Zünfte.

### Werbegraphik
Erni war für eine Reihe von Schweizer Firmen und Institutionen als Werbegraphikerin tätig. So entwarf sie eine Serie von Steinlithographien mit den Schutzheiligen der Ärzte, Zahnärzte und Apotheker für den Pharmakonzern Pharmaton in Bioggia, eine Festbier-Etikette für die Zürcher Brauerei Hürlimann und ein zwölfteiliges, in der althergebrachten Technik der Mineralfarben gemaltes Fresko an der Fassade des Gambrinus-Hauses in Luzern mit dem Thema „Geschichte der Bierbraukunst“.
Zur Siebenhundertjahrfeier der Eidgenossenschaft 1991 entwarf sie die Weinetiketten für die offiziellen Festweine. 1992 war Erni die erste Künstlerin in der Schweiz, die Werke in Ansteckformatgrösse schuf. Sie entwarf verschiedene Vorlagen zu den Themen Zirkus, Frieden, Bacchanten, Zünfte, Fasnacht und Mythologie, die dann darauf in Messing gepresst und mit Emailfarben handkoloriert wurden. 1994 schuf sie unter anderem für die Zurich-Versicherungen und den FMH-Service eine Lithographie und Taxkarten mit dem Thema „Der Mensch in Harmonie“. Es folgten Taxkarten-Serien für den Pharmakonzern Mepha in Aesch bei Basel, für die Zurich-Versicherungen das Thema Fasnacht und anlässlich des Jubiläums „125 Jahre Tierpark Langenberg“.
Im selben Jahr erschienen Weinetiketten für den Walliser Wein Pinot Noir de Salquenen. Dazu kamen etliche Taxcards, Medaillen und Lithographien. Nach einem Bild für die Firma Canon Schweiz und einem Werk, „Mövenflug (Wintermorgen am Vierwaldstättersee)“ zu Gunsten von UNICEF, das die Firma Mövenpick in Auftrag gab, arbeitet Simone Erni nebst den Portraits für die „Ausstellung 2000“ an 7 CD-Cover-Entwürfen, die die Firma SSC Selected Sound Carrier AG für eine Musik-CD in Auftrag gab.
1999 entwarf sie für die Firma Gastroworld zwei Platzteller, die mit den Motiven für das Millenniumjahr warben. Im Frühjahr 2003 kreierte Simone Erni eine Home Fashion Collection, Bettwäsche und Strandtücher. Im Sommer 2003 entstand die Lithographie für die Laurana-Stiftung, die verschiedene Frauen, die die verschiedenen Aspekte der Stiftung symbolisieren, darstellen. 2006 entwarf Simone Erni Vorlagen für Casino Chips, bis 2007 über 20 unterschiedliche Motiv. 2008 entwarf sie eine Farblithografie als Plakat für das Eidgenössische Jodlerfest in Luzern.

## Veröffentlichungen
- „Sagen um Malters“,
- „Skizzen um Luzern“
- „Lugano und seine Umgebung“.
- „Venezia, Impressionen um den Karneval“. Bildband. 1990.
- „Kunst & Kochen“, zusammen mit Raphael Fornara, 1995